# Gebieden van Weiss

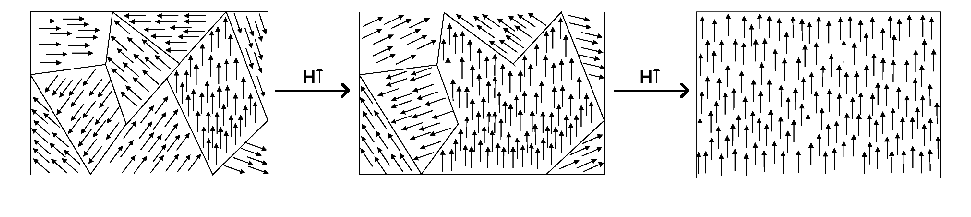
Weergave van verandering van gebiedjes van Weiss onder invloed van een extern magneetveld

Onder de gebieden van Weiss duidt men bij ferromagnetisme microscopisch kleine gemagnetiseerde domeinen aan in de kristallen van de magnetische materialen. Ze werden ontdekt door de Franse fysicus Pierre-Ernest Weiss (1865–1940).

## Beschrijving
Weiss ontdekte in 1907 dat de magnetische momenten van atomen in ferromagnetische materialen ook zonder inwerking van een veld van buitenaf in begrensde gebieden (domeinen) parallel gericht zijn. De grootte van deze gebieden is 10−8 tot 10−6 m en er bevinden zich ongeveer 106 tot 109 atomen binnen elk gebied. De richting van de magnetisering wordt bepaald door het kristalrooster van het materiaal. De gebieden van Weiss treden ook op in ferrimagnetische materialen, zoals ferriet.
Van nature zijn de gebieden van Weiss tot aan verzadiging gemagnetiseerd. De grenzen tussen de gebieden worden aangeduid als wanden van Bloch. Als men een extern magneetveld aanlegt, verschuiven de wanden tussen de domeinen, waarbij domeinen die in de richting van het externe veld zijn gemagnetiseerd groter worden, ten koste van anders gemagnetiseerde gebieden. De verschuiving van de wanden gaat met sprongetjes, het zogenaamde Barkhauseneffect. Dit proces gaat, bij verder opvoeren van het externe veld, door totdat alle domeinen in de richting van het externe veld zijn gemagnetiseerd. Het materiaal is dan magnetisch verzadigd.
Wordt het externe magneetveld weggehaald dan behouden bepaalde gebieden van Weiss hun grootte en richting, ofwel het materiaal is nu permanent gemagnetiseerd. Deze eigenschap wordt remanentie genoemd.
Boven een bepaalde temperatuur (curietemperatuur) verliest de magneet zijn magnetisme doordat de atomen zo hevig trillen dat er geen globale richting meer is: de stof verliest zijn magnetisme. Hetzelfde gebeurt bij mechanische schokken.
Ook bij ferrimagnetische materialen treden deze verschijnselen op.